# Sławomir Skup
Sławomir Skup (ur. 25 stycznia 1961) – polski siatkarz, trzykrotny mistrz Polski (1980–1982), reprezentant Polski, wicemistrz Europy (1981).

## Kariera sportowa
Karierę siatkarską rozpoczynał w Siedlcach po okiem trenera Wiktora Jagiełły, reprezentując barwy MKS-u Siedlce. Jako wyróżniający się zawodnik przeszedł do Gwardii Wrocław, w barwach której debiutował w ekstraklasie w sezonie 1978/1979, zdobywając brązowy medal mistrzostw Polski. W kolejnych sezonach wywalczył trzykrotnie mistrzostwo Polski (1980, 1981, 1982) oraz dwukrotnie wicemistrzostwo Polski (1983, 1984). W ekstraklasie nieprzerwanie do spadku z ligi w sezonie 1989/1990. Następnie występował we wrocławskim klubie w tzw. serii B (dawnej II lidze). Jako trener prowadził Gwardię w ekstraklasie w sezonie 1998/1999, jednak jego drużyna zajęła w lidze ostatnie miejsce.
W 1979 wystąpił w reprezentacji na mistrzostwach Europy juniorów, zajmując z drużyną ósme miejsce. W latach 1981–1984 wystąpił w 87 spotkaniach pierwszej reprezentacji Polski, a jego największym sukcesem w karierze było wicemistrzostwo Europy w 1981. Wystąpił także na mistrzostwach świata w 1982 (6. miejsce) i w Pucharze Świata w 1981 (4. miejsce). Przed Igrzyskami Olimpijskimi w Los Angeles (1984) znalazł się w czternastoosobowej kadrze i był jednym z dwóch zawodników z których trener Hubert Wagner zrezygnował w ostatnim etapie selekcji.
W siatkówkę wyczynowo gra jego syn – Patryk Skup.